# 망우동
망우동(忘憂洞)은 서울특별시 중랑구의 법정동이다.

## 어원
망우라는 지명의 어원은 남재의 구정유고에 처음 등장한다.
 太祖旣定健元陵之後 與公憩于前嶺 命名曰忘憂里 以其下民田特賜公 以爲守塚之戶 又賜以副用之地 以寓萬歲後陪葬之意也

 
조선 태조가 건원릉의 자리를 정한 후에 공과 함께 그 앞의 고개에서 쉬며, '망우리(忘憂里)'라 이름지었다. 그 아래 민전을 공에게 특별히 내려주어 무덤을 지킬 전호로 삼고 부수적인 용도로 남아있던 땅을 내려주어 만세토록 배장하고자 한 뜻을 담았다.

## 역사
세조실록 권31, 9년 12일 임인조와 권41, 13년 1일 기묘조에는 망올리(亡兀里·芒兀里)라 표기되어 있다.

## 개요
- 조선 중기~1913년 : 경기도 양주군 망우리면 양원리(養源里)
- 1913년 12월 29일 : 경기도 양주군 구리면 망우리[3]
- 1963년 1월 1일 : 서울특별시 동대문구 망우출장소 망우동
- 1977년 9월 1일 : 망우제1, 2동으로 분동
- 1980년 7월 1일 : 망우제2동을 망우제2, 3동으로 분동
- 1988년 1월 1일 : 서울특별시 중랑구 망우제1, 2, 3동[4][5]
- 2008년 1월 1일 : 망우제1, 2동을 망우본동으로 합동

## 교육
- 서울망우초등학교
- 서울동원초등학교
- 서울면북초등학교
- 서울면일초등학교
- 혜원여자중학교
- 봉화중학교
- 동원중학교
- 송곡고등학교
- 송곡여자고등학교
- 혜원여자고등학교
- 이화여자대학교 병설미디어고등학교

## 교통

### 지하철
- ● 수도권 전철 경의·중앙선 양원역
- ● 수도권 전철 경춘선, ● 서울 지하철 6호선 신내역

## 사진

구 망우본동주민센터 (망우로77길 12)

## 같이 보기
- 대한민국의 행정 구역